# 顾明 (1957年)
顾明（1957年8月—），同济大学教授，研究方向为大型结构的风致振动、风荷载及风振控制。江苏兴化人，中共党员。中华人民共和国教育部第二批“长江学者”特聘教授。1982年获武汉水运工程学院（今武汉工业大学）机械工程系工学学士学位；1985年和1988年先后获得上海交通大学机械工程系获得工学硕士、博士学位；1988年至1990年在同济大学桥梁工程系攻读博士后，1990至今在同济大学任教，1993年晋升教授。